# Liste der Baudenkmale in Lüneburg – Barckhausenstraße
In der Liste der Baudenkmale in Lüneburg – Barckhausenstraße sind Baudenkmale in der Barckhausenstraße in der niedersächsischen Stadt Lüneburg aufgelistet. Die Quelle der IDs und der Beschreibungen ist der Denkmalatlas Niedersachsen. Der Stand der Liste ist der 25. Dezember 2021.

## Allgemein
In den Spalten befinden sich folgende Informationen:
- Lage: die Adresse des Baudenkmales und die geographischen Koordinaten. Kartenansicht, um Koordinaten zu setzen. In der Kartenansicht sind Baudenkmale ohne Koordinaten mit einem roten Marker dargestellt und können in der Karte gesetzt werden. Baudenkmale ohne Bild sind mit einem blauen Marker gekennzeichnet, Baudenkmale mit Bild mit einem grünen Marker.
- Bezeichnung: Bezeichnung des Baudenkmales
- Beschreibung: die Beschreibung des Baudenkmales. Unter § 3 Abs. 2 NDSchG werden Einzeldenkmale und unter § 3 Abs. 3 NDSchG Gruppen baulicher Anlagen und deren Bestandteile ausgewiesen.
- ID: die Objekt-ID des Baudenkmales
- Bild: ein Bild des Baudenkmales, ggf. zusätzlich mit einem Link zu weiteren Fotos des Baudenkmals im Medienarchiv Wikimedia Commons. Wenn man auf das Kamerasymbol klickt, können Fotos zu Baudenkmalen aus dieser Liste hochgeladen werden:

## Baudenkmale
Die Barckhausenstraße befindet sich südlich der Altstadt und ist die Verlängerung der Roten Straße. Benannt wurde sie nach dem ehemaligen Lüneburger Bürgermeister Wilhelm B. (1810–1859).

| Lage                                              | Bezeichnung | Beschreibung | ID       | Bild |
| ------------------------------------------------- | ----------- | ------------ | -------- | ---- |
| Barckhausenstraße 8 53° 14′ 35″ N, 10° 24′ 37″ O  | Wohnhaus    |              | 30661057 |      |
| Barckhausenstraße 10 53° 14′ 35″ N, 10° 24′ 37″ O | Wohnhaus    |              | 30661074 |      |
| Barckhausenstraße 12 53° 14′ 34″ N, 10° 24′ 37″ O | Wohnhaus    |              | 30661091 |      |
| Barckhausenstraße 14 53° 14′ 34″ N, 10° 24′ 37″ O | Wohnhaus    |              | 30661108 |      |
| Barckhausenstraße 16 53° 14′ 32″ N, 10° 24′ 37″ O | Wohnhaus    |              | 30650931 |      |
| Barckhausenstraße 18 53° 14′ 32″ N, 10° 24′ 37″ O | Wohnhaus    |              | 30650951 |      |
| Barckhausenstraße 24 53° 14′ 30″ N, 10° 24′ 38″ O | Wohnhaus    |              | 30651005 |      |
| Barckhausenstraße 26 53° 14′ 30″ N, 10° 24′ 38″ O | Wohnhaus    |              | 30651025 |      |
| Barckhausenstraße 28 53° 14′ 29″ N, 10° 24′ 38″ O | Wohnhaus    |              | 30651045 |      |
| Barckhausenstraße 30 53° 14′ 29″ N, 10° 24′ 38″ O | Wohnhaus    |              | 30651065 |      |
| Barckhausenstraße 32 53° 14′ 28″ N, 10° 24′ 38″ O | Wohnhaus    |              | 30651085 |      |
| Barckhausenstraße 34 53° 14′ 28″ N, 10° 24′ 38″ O | Wohnhaus    |              | 30651105 |      |
| Barckhausenstraße 36 53° 14′ 28″ N, 10° 24′ 38″ O | Wohnhaus    |              | 30651125 |      |